# IAI Kfir
Israeli Aircraft Industries Kfir (heb. כפיר, lavlje mladunče) je izraelski jednomotorni lovac-bombarder izrađen na temelju francuskog Dassault Mirage V s izraelskom avionikom i licencno izrađenim američkim motorom.

## Razvoj
Paralelno s razvojem IAI Neshera, tekao je i razvoj još naprednijeg lovca-bombardera koji bi imao nefrancuski motor, ali i otklonili nedostaci uočeni na Mirageu III. I dok je Nesher u osnovi bio tek kopija Miragea 5, Kfir je trebao biti veliki korak dalje.
Jedan od ciljeva bilo je poboljšati letne odlike, posebice u bliskoj zračnoj borbi, te smanjiti brzinu prilaska poletno-sletnoj stazi. Iskustva iz ranijih arapsko-izrelskih ratova pokazala su da su upravo dugačke poletno-sletne staze odlična meta za protivničke avione. Drugi je bio ugraditi jači motor. U uži su izbor ušli britanski turboventilacijski motor Rolls-Royce Spey i američki turbomlazni General Electric J79. Iako je britanski motor bio naprednije konstrukcije, na kraju je odabran američki, ponajviše zato što je ugrađivan u lovački avion McDonnell Douglas F-4 Phantom II, a koji je Izrael kupio 1969. godine. Zbog toga je i otkupljena licencija za njegovu proizvodnju. U odnosu na francuski motor SNECMA Atar 9C J79 je bio znatno jači. Tako je pri "suhom" potisku Atar 9C davao 42, a J79-J1E 52,89 kN. S uključenim sustavom za naknadno izgaranje iz 9C se moglo dobiti 58,9 kN, a iz J79-J1E 83,4 kN potiska.

Ugradnja motora J79 u trup Miragea III nije bila jednostavna zadaća. Američki je motor u odnosu na francuski bio kraći, ali zato širi. Zbog toga su izraelski stručnjaci morali povećati stražnji dio trupa, istodobno ga krateći. Novi je motor trebao i više zraka pa su povećani i usisnici za zrak. Specifičnost Kfira je i mali uvodnik za zrak s gornje strane trupa koji se pruža do korijena okomitog stabilizatora. Njegova je uloga odvođenje zraka namijenjena hlađenju komore za naknadno sagorijevanje.

Prvi je "prototip" napravljen preinakom dvosjeda Mirage IIIBJ tako da je umjesto Atara ugrađen J79. Prvi je let obavio u rujnu 1970. Godinu dana poslije prvi je put poletio i jedan Nesher opremljen motorom J79. Prvi "pravi" prototip prvi je put poletio u lipnju 1973.

## Opis
U odnosu na izvorni, Mirage III imao je znatno povećane spremnike u koje je stalo 2572 kg goriva. U dopunskim spremnicima za gorivo mogao je ponijeti još 3737 kg. Tako je borbeni polumjer djelovanja povećan na 776 km u lovačkoj konfiguraciji. Za izraelsko je ratno zrakoplovstvo bilo još važnije da je s četiri bombe, dva projektila zrak-zrak i maksimalnom količinom goriva u trupu i dodatnim spremnicima mogao napadati ciljeve na udaljenosti od 1186 km. Povećana količina goriva značila je i povećanje maksimalne poletne mase, zbog čega je ugrađen ojačani stajni trap. On je omogućio i grublja slijetanja kako bi se skratila sletna staza.

IAI je nastavio razvijati Kfir, te su naknadno napravili veliki zahvat na aerodinamici postavljanjem fiksnog kanarda na usisnike za zrak, što je prvi put primijenjeno na inačici Kfir C2. Kako su bili fiksni njihova je uloga bila povećanje uzgona te poboljšanje pri letu na velikim napadnim kutovima. Kanardi su pomaknuli težište unatrag što je destabiliziralo avion i povećalo pokretljivost. Međutim, to je rješenje uzrokovalo i otežanu upravljivost. Zbog toga je ugrađen sustav za stabilizaciju aviona pri letu na visokim napadnim kutovima.

Veće su promjene napravljene i na krilu. Zadržano je delta krilo, ali je na vanjskoj polovici krila postavljen aerodinamički zub (tzv. pseći zub) radi poboljšanja uzgona na krilima pri visokim napadnim kutovima. 
Na osnovi Krifa C2 razvijena je i dvosjedna inačica CT2. Dvosjedna inačica je najprepoznatljivija po izduženom nosu u koji je nagurana avionika, koja se inače nalazi iza sjedala pilota. Kako dugačak nos ne bi smanjio vidljivost pilota, prema naprijed dodatno je spljošten, zbog čega je još duži.
Zanimljivo je da su se projektanti odlučili povećati pokretljivost u zraku iako je osnovna namjena Kfira bila uništavanje ciljeva na zemlji. Zbog toga je osnovni senzor u početku bio radarski daljinomjer Elta EL/M 2001B. Do toga je došlo zbog specifičnosti uporabe izraelskih borbenih aviona. Bez obzira na brojnost borbenih aviona, izraelsko je ratno zrakoplovstvo uvijek bilo u manjini u odnosu na arapske države koje ga okružuju. Kad se tome pridodaju i snage arapskih država iz sjeverne Afrike i Bliskog istoka, taj je broj još nepovoljniji po Izraelce. Povrh toga Izrael je mala država površine tek nešto veće od 20 000 km2. Zbog svog izduženog (uskog) oblika svi su značajniji vojni objekti lako dostupni za zračne udare (od trenutka ulaska u zračni prostor do bilo kojeg vojnog objekta mlaznom avionu ne treba više od nekoliko minuta). Zbog toga je protuzračna obrana itekako važna.

Iskustva iz ratova sa susjedima pokazala su da je pritom najvažnija mogućnost u bliskoj zračnoj borbi, u kojoj radar nema odlučujuću ulogu. Tu su odlučujući uvježbanost pilota, dobra pokretljivost aviona i suvremeni vođeni projektili zrak-zrak malog dometa.
Doduše, IAI je naknadno razvio inačicu Kfir C7 koju su opremili znatno naprednijim višenamjenskim puls-dopplerovim radarom Elta EL/M-2021B. Kfir C7 je dobio i bolju avioniku, sustav za dopunu gorivom u letu te još dvije podvjesne točke. Međutim, tek je manji broj izraelskih Kfirova C2 podignut na standard C7, pa je vjerojatnije da je ova inačica ponajviše razvijena radi poboljšanja izvoznih mogućnosti. Na osnovi inačice C7 napravljen je i dvosjed TC7. Daljnji korak bila je inačica Kfir C10, koja je od početka razvijana samo za izvoz. Ova je inačice poznata i pod oznakom Kfir CE i Kfir 2000. Najveća promjena je ugradnja radara Elta EL/M-2032 i "glass" kokpita.

## Operativna uporaba
Kfir je u operativnu uporabu ušao u travnju 1975., tek godinu dana prije dolaska prvih lovaca F-15 Eagle. Izraelsko je ratno zrakoplovstvo dobilo samo 27 Kfirova C1, prije nego što je započela isporuka inačice C2. Osim prva dva, svi su ostali C1 naknadno podignuti na razinu inačice C2. Zajedno s inačicom TC2 IAI je isporučio 185 Kfirova C2.

Prvo poznato borbeno djelovanje Kfirovi su imali 9. studenoga 1977., kad su sudjelovali u napadu na kamp za obuku Tel Azia u Libanonu. Jedinu zračnu pobjedu (za koju se zna u javnosti) izraelski je Kfir C2 ostvario 27. lipnja 1979. oborivši sirijski MiG-21.
 Tijekom izraelske invazije na Libanon 1982. (operacija Mir za Galileju) Kfirovi su isključivo rabljeni za uništavanje ciljeva na zemlji, dok su lovačke zadaće prepuštene F-15 i F-16. Ubrzo nakon toga razvijena je inačica Kfir C7 s novim radarom, ali i mogućnošću nošenja vođenog projektila zrak-zemlja AGM-65 Maverick i/ili laserski navođenih bombi.
Iako se Kfir pokazao dobrim lovcem-bombarderom, njegov izvoz nije bio na razini njegovih borbenih mogućnosti. Najveći je problem bila uporaba američkog motora J79, zbog čega je američka vlada mogla staviti veto na izvoz. Kao svojevrsnu kompenzaciju Pentagon je od 1985. do 1989. iznajmio 25 nešto modificiranih Kfirova C2, kako bi ih rabio u naprednoj borbeno obuci pilota. Izraelski su Kfirovi uglavnom povučeni iz operativne uporabe ili su u ratnoj pričuvi. Avioni su dobili američku oznaku F-21A Kfir. Broj 21 nije odabran slučajno jer su Kfirovi morali "glumiti" MiG-ove 21. Na F-21A letjeli su piloti američke ratne mornarice i marinskog korpusa.
Prvi pravi kupac Kfirova bio je 1981. Ekvador. Njegovo ratno zrakoplovstvo je dobilo deset obnovljenih Kfirova C2 i dva TC2. Ekvadorski su Kfirovi rabljeni u Cenepa ratu između Ekvadora i Perua koji je započeo 26. siječnja i trajao do 28. veljače 1995. U njemu su Kfirovi uglavnom rabljeni za eskortiranje aviona i helikoptera, ili za presretanje peruanskih aviona. Tako su 10. veljače dva ekvadorska Miragea F.1 i dva Kfira presreli skupini peruanskih Su-22 i A-37B Dragonfly. Miragei su oborili dva Su-22, a jedan je Kfir projektilom Shafrir oborio A-37B.

Kad su se 1996. tenzije između Ekvadora i Perua ponovno pojačale, ekvadorsko je ratno zrakoplovstvo kupilo još tri C2 i jedan TC2. Ekvador je 1998. htio kupiti još osam Kfirova, ali je Washington, u strahu od početka utrke u naoružanju u Južnoj Americi (Peru je u međuvremenu od Bjelorusije kupio 18 MiG-ova 29 i 18 Su-25) odbio odobriti prodaju. Umjesto toga Ekvador je kupio dva Kfira C10, te potpisao ugovor s IAI o konverziji preostalih C2 na razinu C10. Ti su avioni poznati i pod oznakom Kfir CE, te mogu rabiti vođene projektile Python 3 i 4. Ekvadorsko ratno zrakoplovstvo trenutačno ima devet jednosjednih i dva dvosjedna Kfira, iako nije točno poznato koliko je njih modernizirano.
Nakon uspješne prodaje Ekvadoru za Kfir se odlučila i Kolumbija. Ugovor o isporuci od dvanaest rabljenih Kfirova C2 i jednog TC2 potpisan je 1989. Isporuka je obavljena od 1989. do 1990. Od tada kolumbijsko je ratno zrakoplovstvo sve svoje C2 moderniziralo na standard inačice C7. Ovi se avioni često rabe u napadima na baze tamošnjih pobunjenika i krijumčara droge (što je uglavnom isto). U veljači 2008. Kolumbija je s Izraelom potpisala ugovor o isporuci još 24 rabljena Kfira. Prije isporuke sve će avione IAI modernizirati na standard C10. Kolumbijski su Kfirovi opasni i u zračnoj borbi jer su naoružani izraelskim vođenim projektilima zrak-zrak Python 3.
Tijekom 1995. i 1996. Šri Lanka je kupila šest Kfirova C2 i jedan TC2. Još četiri C2 i četiri C7 kupljeno je 2000. Od toga je trenutačno u operativnoj uporabi oko pet C2 i dva TC2. Iako su intenzivno rabljeni u borbama protiv Tamilskih tigrova, niti jedan avion nije oboren. Koliko se zna, svih pet izgubljenih Kfirova nastradali su ili tijekom rutinskog leta (dva) ili su uništeni u napadima Tigrova na zrakoplovne baze.

## Tehničke karakteristike (IAI Kfir C7)
Izvori podataka: hrvatski-vojnik.hr pristupljeno 3.7.2009.
Osnovne karakteristike
- posada: 1
- dužina: 15,65 m
- raspon krila: 8,22 m
- površina krila: 34,8 m2
- visina: 4,55 m

Letne karakteristike
- najveća brzina: 2.338 km/h
- dolet: 1.186 km
- motor: 1 x General Electric J79-J1E